# Ling Ling Chang

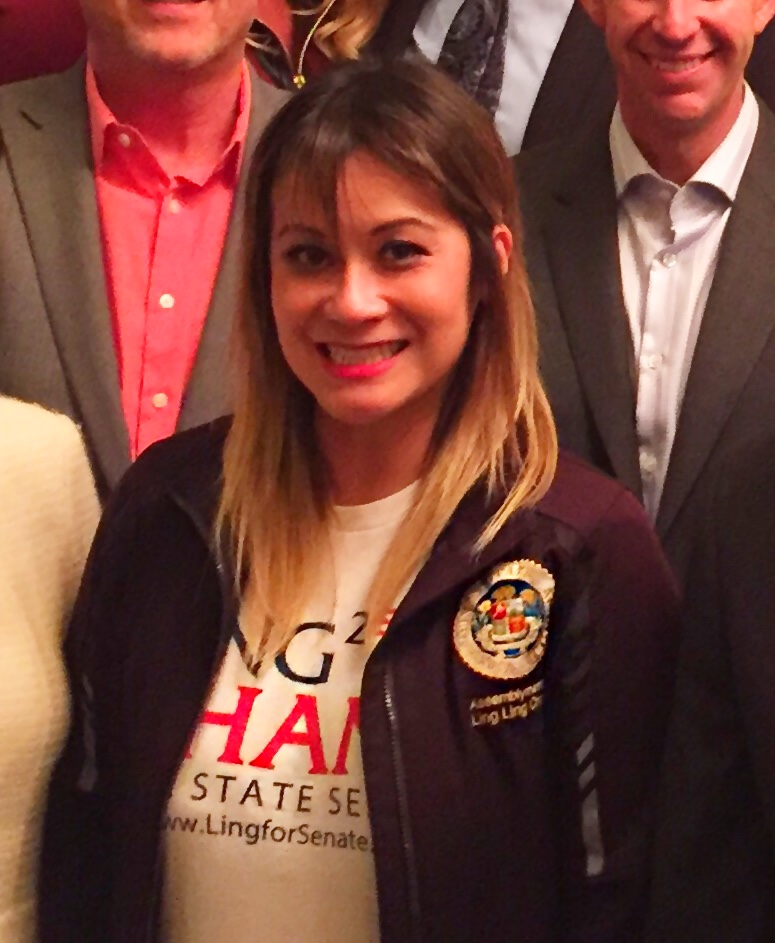
Ling Ling Chang (2016)

Ling Ling Chang (geboren am 24. Juli 1976) ist eine US-amerikanische Politikerin, die früher im California State Senate saß und den 29. Distrikt vertrat, der Teile der Bezirke Los Angeles, Orange County und San Bernardino umfasst. Bevor sie in den California State Senate gewählt wurde, war sie Stadträtin in Diamond Bar. Chang ist bei den Republikanern. Geboren in Taiwan, wanderten Chang und ihre Familie in die Vereinigten Staaten aus, als sie drei Jahre alt war. Sie wuchs in Diamond Bar auf und machte ihren Abschluss an der Diamond Bar High School. Sie studierte Biologie an der UC Riverside, machte aber keinen Abschluss. Im Jahr 2016 kandidierte Chang für den 29. kalifornischen Senatsbezirk und unterlag bei den allgemeinen Wahlen knapp dem Demokraten Josh Newman. Nachdem Newman im Jahr 2018 von den Wählern abberufen wurde, gewann Chang die Mehrheit der Stimmen bei der Wahl und wurde zum Senator für den California State Senate. Chang verlor die Wiederwahl gegen Josh Newman bei der Wahl 2020.